# Pentaneura marmorata
Pentaneura marmorata är en tvåvingeart som beskrevs av Oskar Augustus Johannsen 1938. Pentaneura marmorata ingår i släktet Pentaneura och familjen fjädermyggor. Inga underarter finns listade i Catalogue of Life.